# نقشه‌های ستاره‌های سینما
نقشه‌های ستاره‌های سینما (انگلیسی: Maps to the Stars) فیلمی در ژانر درام به کارگردانی دیوید کراننبرگ است که در سال ۲۰۱۴ منتشر شد. از بازیگران آن می‌توان به جولیان مور، جان کیوساک، رابرت پتینسون ،اولیویا ویلیامز ،سارا گدون، اون برد و میا واشیکوفسکا اشاره کرد.

## داستان
گذری به قلب یک خانواده هالیوودی که سایه های بیرحمی از گذشته رنگ باخته خود هستند و به خاطر شهرت حاضرند یکدیگر را از میان بردارند...